# Nina Ricci
Pour les articles homonymes, voir Ricci.
Nina Ricci, de son vrai nom Maria Adélaïde Nielli, née le jour de la sainte Nina, 14 janvier 1883 à Turin et morte le 29 novembre 1970 dans le 16e arrondissement de Paris, est une styliste et couturière franco-italienne. 

## Biographie
Elle s'installe à Florence à l'âge de cinq ans avant de gagner la France à douze ans.  Elle épouse Luigi Ricci, fils d'un bijoutier italien, avec lequel elle a un fils en 1905, Robert (1905 †1988). Nina Ricci travaille une vingtaine d'années chez Raffin, une maison de couture parisienne à l'excellente réputation. En 1929 à la mort de Raffin et la fermeture de Raffin et Ricci, elle souhaite se retirer.
En 1932, son fils quitte son métier de publicitaire et fonde, pour sa mère, la maison de couture au 20, rue des Capucines dans le 1er arrondissement de Paris. Robert, homme d'affaires réputé, administre la maison de couture pendant plusieurs années et crée également le studio de photographie Harcourt. Il développe également les parfums, activité dans laquelle il s’investit tout particulièrement et permettant à la marque d'asseoir sa réputation à l'étranger, laissant la responsabilité de la couture à sa mère.
À partir de fin 1945, l'entreprise se lance dans la création de parfums (Cœur joie en décembre 1945 habillé d'un flacon par Lalique et Christian Bérard, Capricci, Fille d'Ève, Farouche, Pomme d'Amour, etc.), le plus célèbre d'entre eux étant L'Air du temps (1948) dont le flacon est réalisé par la cristallerie Lalique. Nina Ricci et son fils collaborent également avec plusieurs artistes. Douée pour la coupe, elle ne sait pas dessiner et réalise ses modèles directement sur un mannequin. Sa première collection est immédiatement un succès. Au plus haut de sa gloire, la maison emploie jusqu'à 500 personnes. Nina Ricci Boutique, une seconde ligne proche du futur prêt-à-porter de l'entreprise est lancée dans les années 1950 ; mais c'est en 1964 que la ligne définitive de prêt-à-porter apparaît. Jules-François Crahay entre dans la maison en 1954 pour seconder Nina Ricci ; il va peu à peu prendre une part de plus en plus importante jusqu'à créer la totalité des collections. Celle de 1959, « Crocus », connait un important succès. M. Crahay quitte la maison en 1963 et est remplacé par Gérard Pipart. Dans ces années, une partie du prêt à porter est fabriqué rue du Sentier ainsi qu'à Salbris, et est distribuée par les établissements Vaskène, lesquels représentent cette fabrication au Salon du prêt à porter à Paris, tandis que la haute couture se montre dans les salons Nina Ricci.

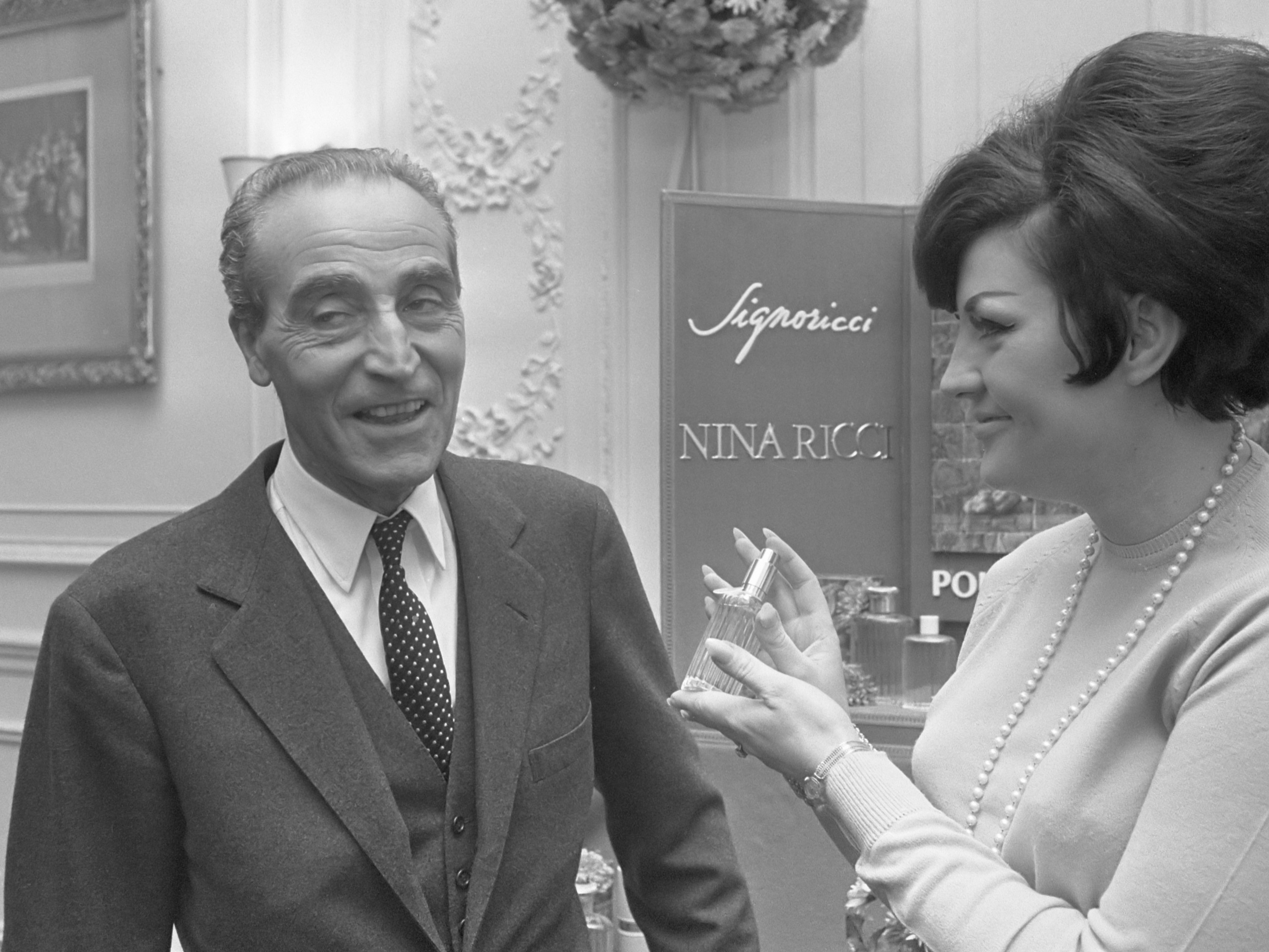
Robert Ricci en 1966.

En 1979, la maison s'installe avenue Montaigne, en face de Dior. L'année suivante, le gendre de Robert Ricci prend la cogérance. En 1988, Elf-Sanofi entre de façon minoritaire dans le capital de la société des parfums Nina Ricci, propriétaire de la maison de couture. Dix ans plus tard, la couture et les parfums sont achetés par Puig.
En 2009, Peter Copping prend la direction artistique.
Nina Ricci vécut une partie de sa vie à Ploujean (près de Morlaix), dans une villa Art déco, sur la rive du Dossen.
Nina Ricci est enterrée au cimetière de Courances.